# 章伟民
章伟民（1968年10月—），河北安新人，汉族，九三学社社员。中华人民共和国政治人物，第十三届全国人民代表大会上海地区代表、东浩兰生集团上海外经贸商务展览有限公司副总经理。

## 生平
2018年2月24日，当选为第十三届全国人大代表。